# Ron Clements
Ronald Francis "Ron" Clements (Sioux City, Iowa; 25 de abril de 1953) es un director de animación, guionista, productor estadounidense. Ha dirigido películas de Disney como La sirenita, Aladdín, The Princess and the Frog o Moana junto con John Musker.

## Vida profesional
Empezó su carrera de animación en Hanna-Barbera. Luego fue aceptado en el Disney's Talent Development Program, donde trabajó dos años bajo las directrices de Frank Thomas.
Su debut como animador llegó en 1977 con The Rescuers y Pedro y el Dragón Elliot. En 1981, en calidad de supervisor de animación realizó Tod y Toby, junto con el que más adelante sería su socio, John Musker. Ambos se embarcaron en un ambicioso proyecto de animación titulado Taron y el caldero mágico (1985). 
En 1986, Clements debutó como director junto a Musker y dos colaboradores más en la película The Great Mouse Detective, basada en un corto hecho por Clements para Disney.
Juntos Clements y Musker dirigieron y escribieron La sirenita (1989), basada en la obra de Hans Christian Andersen y ganadora del Oscar a la mejor banda sonora original compuesta por Alan Menken y Howard Ashman. 
Posteriormente y siendo bien recibidos por la crítica y la audiencia, encontramos títulos como Aladdín (1992) y Hércules (1997). En 2002 quiso incorporar nuevas tecnologías, poniéndolas en práctica en la película El planeta del tesoro, bien recibida por la crítica pero no tuvo éxito comercial.

## Filmografía
| Año  | Película                       | Papel                          | Notas |
| ---- | ------------------------------ | ------------------------------ | ----- |
| 1986 | Basil, el ratón superdetective | Director, Guionista            |       |
| 1989 | La sirenita                    | Director, Guionista            |       |
| 1992 | Aladdín                        | Director, Productor, Guionista |       |
| 1997 | Hércules                       | Director, Productor, Guionista |       |
| 2002 | El planeta del tesoro          | Director, Productor, Guionista |       |
| 2009 | Tiana y el sapo                | Director, Guionista            |       |
| 2016 | Moana                          | Director, Guionista            |       |

## Premios y nominaciones
Premios Óscar
| Año  | Categoría                   | Trabajo nominado      | Resultado |
| ---- | --------------------------- | --------------------- | --------- |
| 2003 | Mejor película de animación | El planeta del tesoro | Candidato |
| 2010 | Mejor película de animación | Tiana y el sapo       | Candidato |
| 2017 | Mejor película animada      | Moana                 | Nominado  |